# Kabayama Sukenori
Il conte Kabayama Sukenori (樺山 資紀?; Kagoshima, 9 dicembre 1837 – Tokyo, 8 febbraio 1922) è stato un militare e politico giapponese, generale e ammiraglio delle forze armate giapponesi e primo Governatore di Taiwan durante il periodo di occupazione giapponese dell'isola.

## Biografia
Nato nella regione di Satsuma (attuale Kagoshima) fu avviato alla carriera militare fin da piccolo poiché appartenente ad una famiglia di samurai e combatté nella guerra anglo-satsuma e nella guerra Boshin.
Nel 1871 entrò nel neo-costituito Esercito imperiale con il grado di maggiore in virtù delle sue precedenti esperienze sul campo di battaglia. Durante la ribellione di Satsuma si distinse sul campo riuscendo a difendere il castello di Kumamoto e si guadagnò la promozione a colonnello e in seguito a maggior generale, venendo messo anche a capo della polizia metropolitana di Tokyo. Nel 1883 lasciò l'esercito per entrare nella Marina imperiale e ottenere incarichi nell'apposito ministero. Divenne ministro della marina nel 1890 e servì sotto i governi di Yamagata Aritomo e Matsukata Masayoshi per poi dimettersi e ritirarsi dalla politica nel 1892.
Durante la prima guerra sino-giapponese fu richiamato in servizio e prese parte alla Battaglia del fiume Yalu e a quella di Weihaiwei. L'anno seguente fu messo a capo della spedizione per la conquista di Taiwan e dopo il termine delle operazioni militari fu nominato governatore dell'isola.
Al rientro in patria fu membro del Consiglio privato del Giappone e fu ministro dell'Interno e dell'Educazione per poi ritirarsi nuovamente dalla politica (definitivamente) nel 1910. È morto l'8 febbraio 1922 all'età di 84 anni ed è stato sepolto a Tokyo, nel quartiere di Sugamo.